# براد شوماخر
براد شوماخر (بالإنجليزية: Brad Schumacher) هو سباح أمريكي، ولد في 6 مارس 1974 في باوي في الولايات المتحدة.

## وصلات خارجية
- براد شوماخر على موقع الاتحاد الدولي للسباحة (الإنجليزية)
- براد شوماخر على موقع اللجنة الأولمبية الدولية (الإنجليزية)
- براد شوماخر على موقع أوليمبيديا (الإنجليزية)